# Philip Locke
Philip Locke, född 29 mars 1928 i London, död 19 april 2004 i Dedham, var en brittisk skådespelare. Locke är känd för roller som skurken Vargas i James Bond-filmen Åskbollen (1965) och tempelherrarnas nitiske ledare i tv-filmen Ivanhoe (1982).
Som medlem av Royal Shakespeare Company gjorde han bland annat professor Moriaty på Broadway i Sherlock Holmes under 1974–1976 och på Royal National Theatre i London medverkade han bland annat i Amadeus.
På tv har han gästspelat i olika serier som The Avengers från 1960-talet, Helgonet, Bergerac, Kommissarie Morse, Jeeves och Wooster och Antony och Kleopatra